# Kotasaari (ö i Mellersta Finland, Äänekoski, lat 62,53, long 26,11)
Kotasaari är en halvö i Finland. Den ligger i sjön Uurainen och i kommunen Konnevesi i den ekonomiska regionen  Äänekoski ekonomiska region  och landskapet Mellersta Finland, i den centrala delen av landet, 270 km norr om huvudstaden Helsingfors.